# Kremer Racing

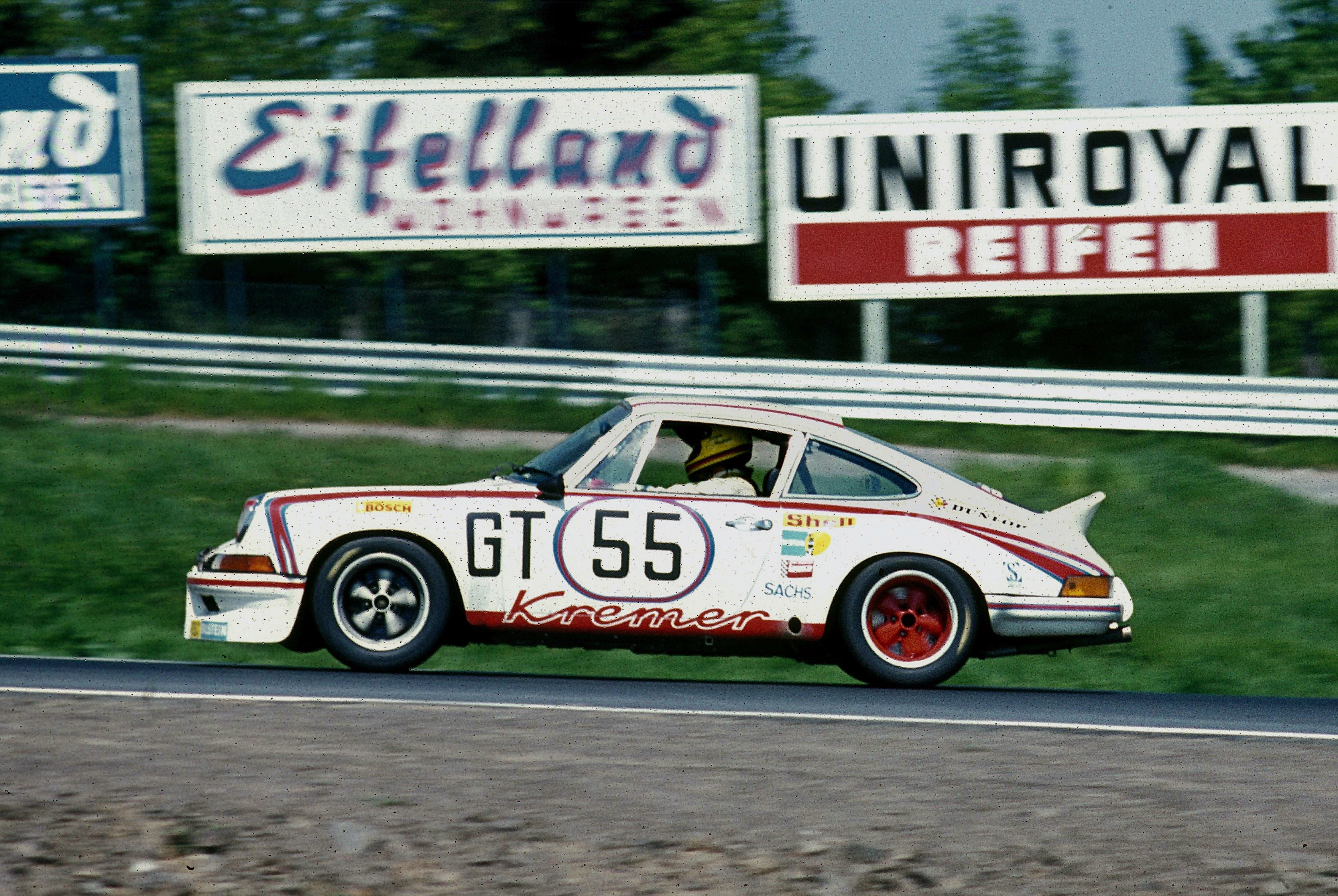
Kremer-Porsche mit Jürgen Neuhaus beim ADAC-1000-km-Rennen 1973

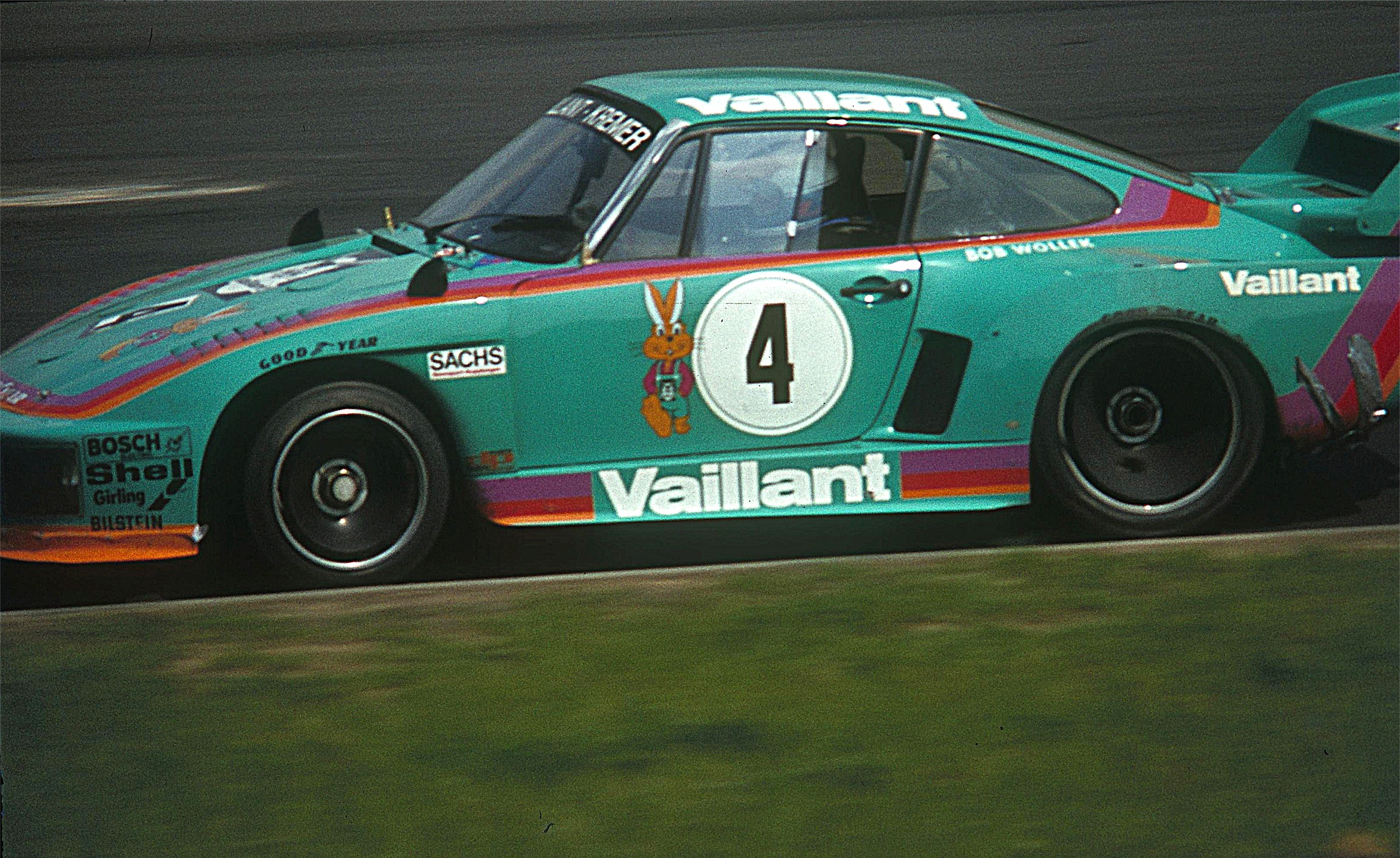
Bob Wollek 1977 im Kremer-Porsche 935 K2 #007 00016 bei der Deutschen Automobil-Rennsportmeisterschaft auf dem Nürburgring

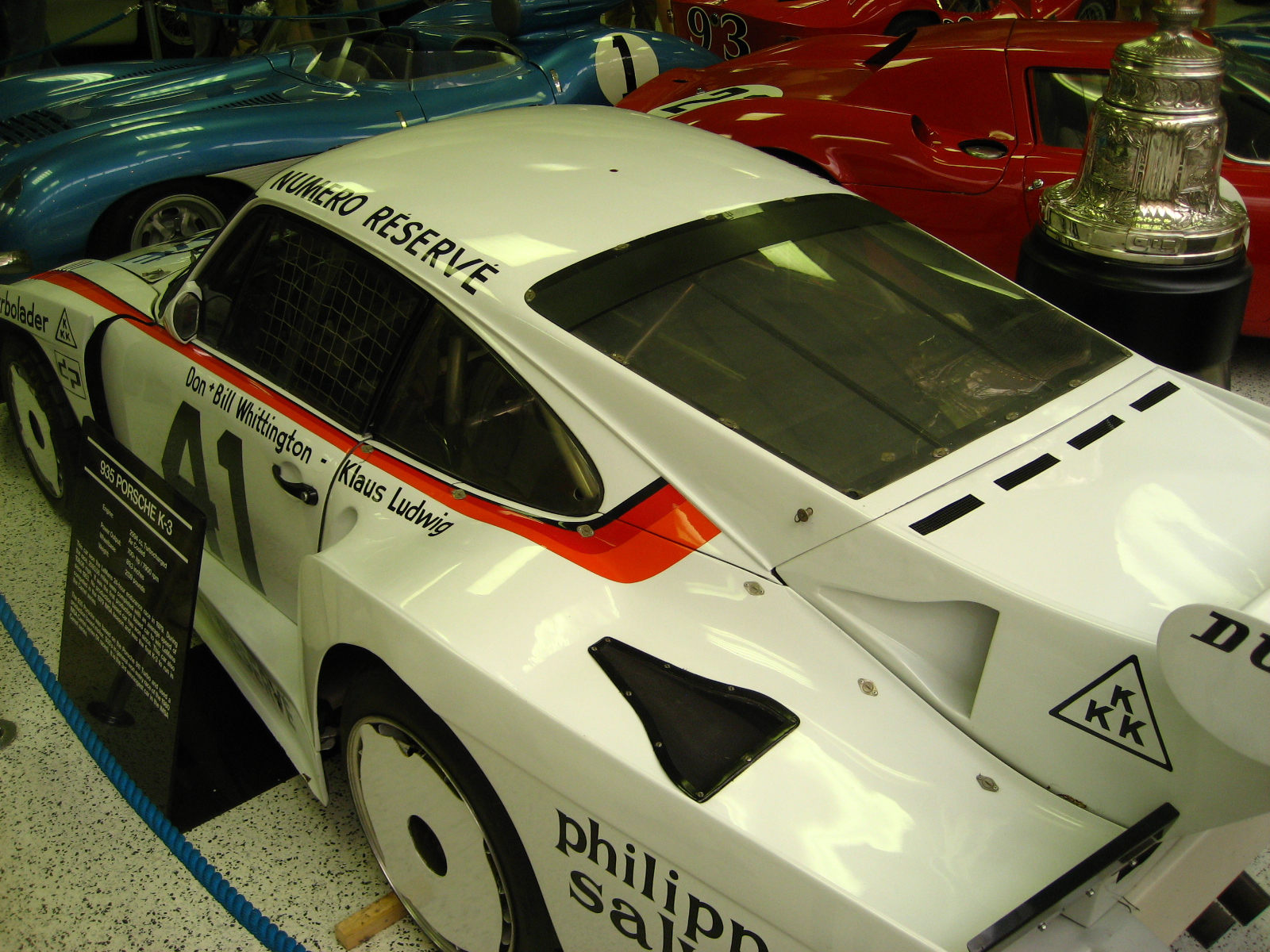
Kremer 935 K3 #009 00015, Siegerwagen der 24 Stunden von Le Mans 1979, im Rennstreckenmuseum von Indianapolis, USA.

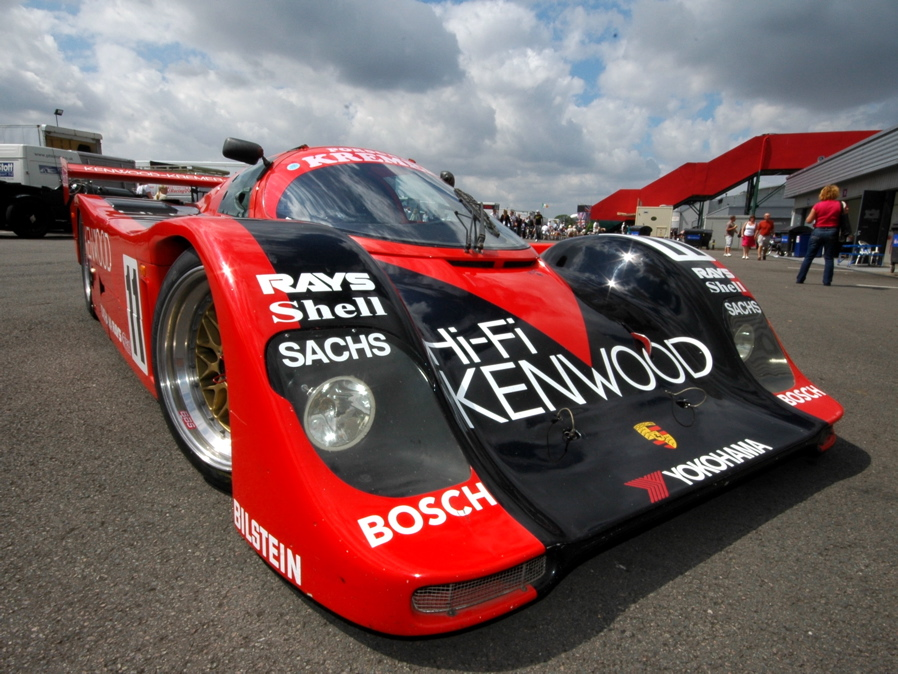
Kremer 962 CK6 (1990), eine Weiterentwicklung des Kunden-Rennsportwagenwagens von Porsche

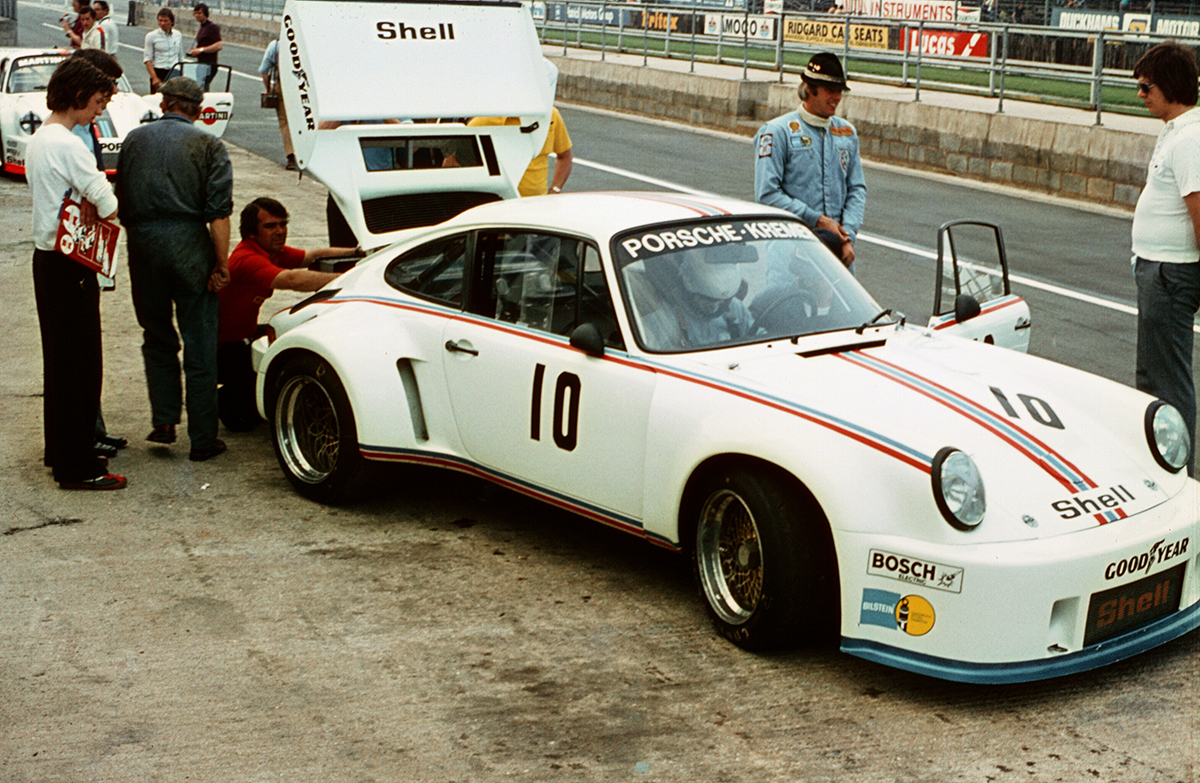
Kremer-Porsche 934 K1 #006 00019 beim Marken-Weltmeisterschaftslauf 1976 in Silverstone/GB

Kremer Racing ist ein heute in Köln-Ossendorf ansässiger Rennstall im Automobil-Rennsport, eine Sportwagen-Manufaktur sowie ein spezialisierter Werkstattbetrieb, den die Gebrüder Erwin Kremer (1937–2006) und Manfred Kremer (1939–2021) 1962 gründeten.

## Vielfältige Unternehmensgeschichte
Der Rennstall, der zumindest im Vorfeld der Deutschen Rennsport-Meisterschaft 1982 sowie zu den 24 Stunden von Le Mans 1995 aktive Werksunterstützung von Porsche erhielt, ist seit 1962 fast ausschließlich mit modifizierten Sportwagen der Marke Porsche in nationalen und internationalen Automobilsport-Wettbewerben vertreten. Ausnahmen waren 1994 der ADAC GT Cup sowie die 24 Stunden von Le Mans mit dem Honda NSX und von 1999 bis 2001 die Einsätze mit dem Lola B98/10-Ford, unter anderem bei den 24 Stunden von Le Mans 1999. Hintergrund des vorübergehenden Markenwechsel war ein Handel mit dem damaligen Lola-Eigner Martin Birrane, der einen neuen Lola B98/10 Ford gegen einen Porsche 962C aus dem Kremer-Bestand tauschte. Das bescherte dem Traditions-Rennstall aus Köln nochmals ein aktuelles Chassis beim Langstrecken-Klassiker an der Sarthe.
Kremer Racing erwarb sich über die eigene Einsatzhistorie hinaus weltweite Anerkennung durch die Entwicklung und den Vertrieb von Kleinserien-Rennsportwagen, die zur Saison 1974 erstmals auf der Grundlage neuer Werks-Rohbaukarosserien entstanden. Mit Aufkommen der Turbo-Technologie baute Kremer Racing von 1976 die 935-K-Konstruktionsreihe auf (Generationen 1 bis 4), die 1981 im Kremer-Porsche 935 K4 gipfelte. Zwei Einheiten der radikalen Aluminium-Gitterrohrrahmen-Version entstanden. Beide Fahrzeuge fanden 1982 US-amerikanische Kunden und verblieben bis heute in den Vereinigten Staaten. Darüber hinaus legte Kremer Racing insgesamt 31 Einheiten des sportlich und kommerziell erfolgreichsten Meilensteins der K-Reihe, des Kremer-Porsche 935 K3, auf. Zwölf Wagen entstanden mit neuen Werks-Rohbaukarosserien, drei weitere konnten in eigener Regie umgebaut werden, mittels 16 weiterer Umbaukits konnten schließlich auch Porsche 934/5 sowie Porsche 935 älteren Datums nachgerüstet werden. Kunden in aller Welt machten von dieser Möglichkeit Gebrauch.
Der erste große Erfolg in der Geschichte des noch jungen Rennstalls war der Gesamtsieg bei den 24 Stunden von Spa-Francorchamps am 21. Juni 1968 mit dem Porsche 911. Unternehmensgründer Erwin Kremer war neben Helmut Kelleners und Willi Kauhsen selbst als Fahrer im Einsatz. Die drei Gründungsmitglieder – neben Erwin Kremer dessen jüngerer Bruder Manfred Kremer sowie Hermann Bürvenich – nahmen dies zum Anlass, sich konsequenter als bisher im Automobil-Rennsport zu engagieren. Am 13./14. Juni 1970 kam es zum ersten Start bei den 24 Stunden von Le Mans. Erwin Kremer und Nicolas Koob aus Luxembourg gewannen mit dem neuen Porsche 911 S 2.3 die Klasse der GT-Fahrzeuge bis 2500 cm³ Hubraum, gleichzeitig belegten sie den siebten Rang in der Gesamtwertung. Bei der zehnten Teilnahme des Teams am Langstrecken-Klassiker, dem 24-Stunden-Rennen von Le Mans 1979, errangen die Fahrer Klaus Ludwig sowie Don Whittington und Bill Whittington mit dem Kremer-Porsche 935 K3, Chassis #009 00015, den Gesamtsieg. Es war der erste Triumph eines Spezial-Produktionswagens über die favorisierten Prototypen. 1995 folgte der Sieg beim 24-Stunden-Rennen von Daytona mit dem Kremer K8 Spyder #WSC 01, gefahren von Christophe Bouchut, Jürgen Lässig, Giovanni Lavaggi sowie Marco Werner.
Firmengründer Erwin Kremer starb am 27. September 2006, nachdem er zwei Jahre vorher einen Schlaganfall erlitten hatte. Am 11. August 2010 übernahm der Kölner Diplom-Kaufmann und Bankbetriebswirt Eberhard A. Baunach das Unternehmen und ist seitdem alleiniger Geschäftsführer. Mitgründer Manfred Kremer starb am 15. März 2021 im Alter von 81 Jahren.

## Extravagante Porsche-Rennsportwagen
In den 1970er-Jahren präparierte Kremer Racing Porsche-Fahrzeuge der Typen 911, 914/6 sowie 934. Mit dem Porsche 935 startete Kremer Racing 1976 eine gänzlich eigenständige Entwicklung mit Turbomotoren. Diese neue Kremer-Modellreihe trug fortan den Zusatz-Buchstaben „K“, ergänzt mit einer Zählnummer, die die Reihenfolge der einzelnen Evolutionsstufen kennzeichnete. Insgesamt entstanden vier verschiedene Ausführungen von K1 bis K4. In der 1982 eingeführten Gruppe C setzte sich diese Vorgehensweise zunächst fort: Auch der Kremer-Porsche CK5 war eine gänzlich eigenständige Entwicklung.
- 935 K1 (1976): der erste von einem Privatteam konsequent außerhalb des Porsche-Werks aufgebaute 935 gemäß Gruppe 5 für die Königsklasse der Marken-Weltmeisterschaft.
- 935 K2 (1977): Evolution des K1, beim ADAC-Eifelrennen am 1. Mai 1977 auf dem Nürburgring erstmals eingesetzt und mit dem Elsässer Robert „Bob“ Wollek auf Anhieb Sieger beim vierten Lauf zur Deutschen Automobil-Rennsportmeisterschaft 1977.
- 935 K3 (1979): die erfolgreichste Variante des Porsche 935. Dieses Fahrzeug besaß einen technischen Vorteil in Form des Luft-/Luft-Ladeluftkühlers (im Gegensatz zu den Werks-Porsche, die mit einem weniger effizienten Wasser-/Luft-Wärmetauscher ausgerüstet waren). Der Porsche 935 K3 gewann das 24-Stunden-Rennen von Le Mans 1979 und dominierte außerdem mit zehn Siegen in elf Rennen die Deutsche Rennsport-Meisterschaft.
- 935 K4 (1981): komplett neue, technisch aufwendige Variante des Porsche 935. Besonderheit: ein Aluminium-Gitterrohrrahmen als tragende Grundstruktur.
- CK5 (1982): auf der Grundkonstruktion des Porsche 936 aufbauender Sportprototyp der Gruppe C – ein Überbrückungsmodell, ehe das Porsche-Werk 1983 die ersten elf Porsche 956 an seine Kundenteams lieferte.
- 962 CK6 (1990): Evolution des Porsche 962C mit einem teilweise aus Karbon-Elementen bestehenden Thompson-Chassis. Bernd Schneider erzielte mit einem solchen Fahrzeugtyp den Gesamtsieg in der Interserie 1990, Division 1.
- CK7 Spyder (1992): offener Sportprototyp auf der technischen Grundlage des Porsche 962C gemäß US-amerikanischem IMSA-GTP-Reglement, ab 1992 mit einem 3,2-Liter-Motor in der Interserie eingesetzt (Gesamtsieg 1992 für Manuel Reuter). 1993 verbuchten die Kremer-Kundenpiloten Giovanni Lavaggi und Tomas Saldana einen Doppelsieg in der Interserie. 1995 traten Tomas Saldana und Marco Werner sporadisch mit dem Kremer-Porsche CK7 Spyder in Erscheinung. Gemeinsam belegten sie den sechsten Rang in der Divisionswertung der Interserie 1995.
- K8 Spyder: weiterentwickelter CK7 Spyder gemäß internationalem World-Sportscar-Reglement (WSC) zum Einsatz bei den 24-Stunden-Rennen von Daytona (1995) und Le Mans (1994 bis 1998 einschließlich).

Kremer fertigte 1981 auch ein einzelnes Porsche-917-Kurzheck-Coupé (KH), das beim 24-Stunden-Rennen von Le Mans 1981 seinen Einstand gab. Fahrzeuge der Typen 911 GT2 (ab 1995) und 911 GT1 (ab 1997) kamen in den 1990er-Jahren ebenfalls zum Einsatz.

## Statistik

### Siege in der Sportwagen-Weltmeisterschaft
| Jahr | Rennen                          | Fahrzeug       | Fahrer 1           | Fahrer 2         |
| ---- | ------------------------------- | -------------- | ------------------ | ---------------- |
| 1977 | 6-Stunden-Rennen von Hockenheim | Porsche 935K2  | Bob Wollek         | John Fitzpatrick |
| 1978 | 6-Stunden-Rennen von Dijon      | Porsche 935/77 | Bob Wollek         | Henri Pescarolo  |
| 1978 | 6-Stunden-Rennen von Misano     | Porsche 935/77 | Bob Wollek         | Henri Pescarolo  |
| 1978 | 6-Stunden-Rennen von Vallelunga | Porsche 935/77 | Bob Wollek         | Henri Pescarolo  |
| 1985 | 1000-km-Rennen von Monza        | Porsche 962C   | Manfred Winkelhock | Marc Surer       |